# Forte Dinnammare
Il Forte Dinnammare si trovava su un prominente promontorio e fu costruito intorno al 1890 come parte del sistema difensivo dei forti Umbertini. Dopo la Seconda Guerra Mondiale, la struttura subì demolizioni parziali e fusione di alcune aree.

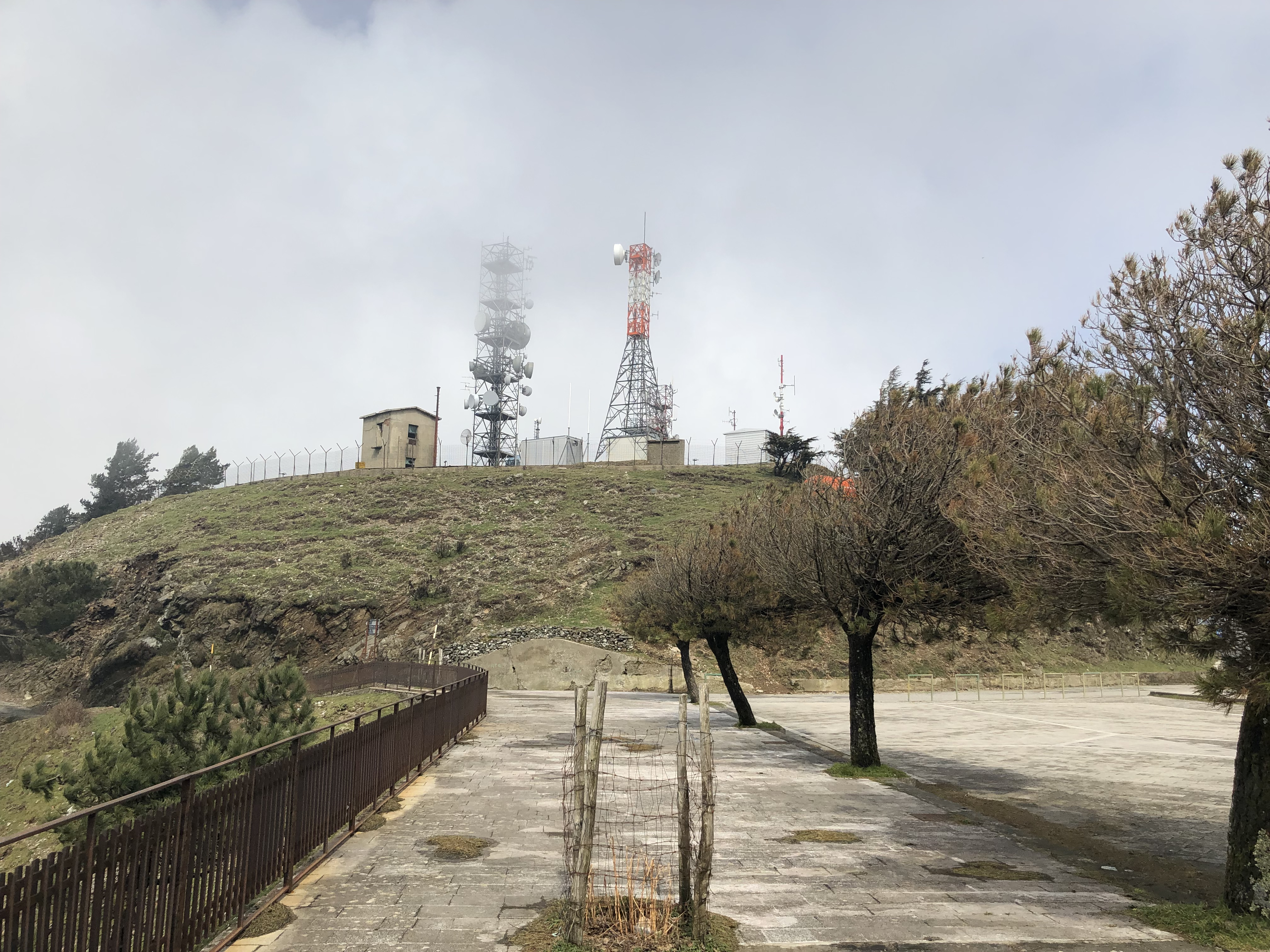
L'antenna per le radiocomunicazioni della base militare di Dinnammare, vista dall'esterno.

Nel 1932, parte del forte fu abbattuta per fare spazio all'attuale caserma della Marina Militare Interforze, che ospita oggi il Centro Nodalè Trasmissioni. Il forte si trovava a circa 1.100 metri sul livello del mare, nelle vicinanze del Santuario della Madonna di Dinnammare, offrendo una vista panoramica sul mare.

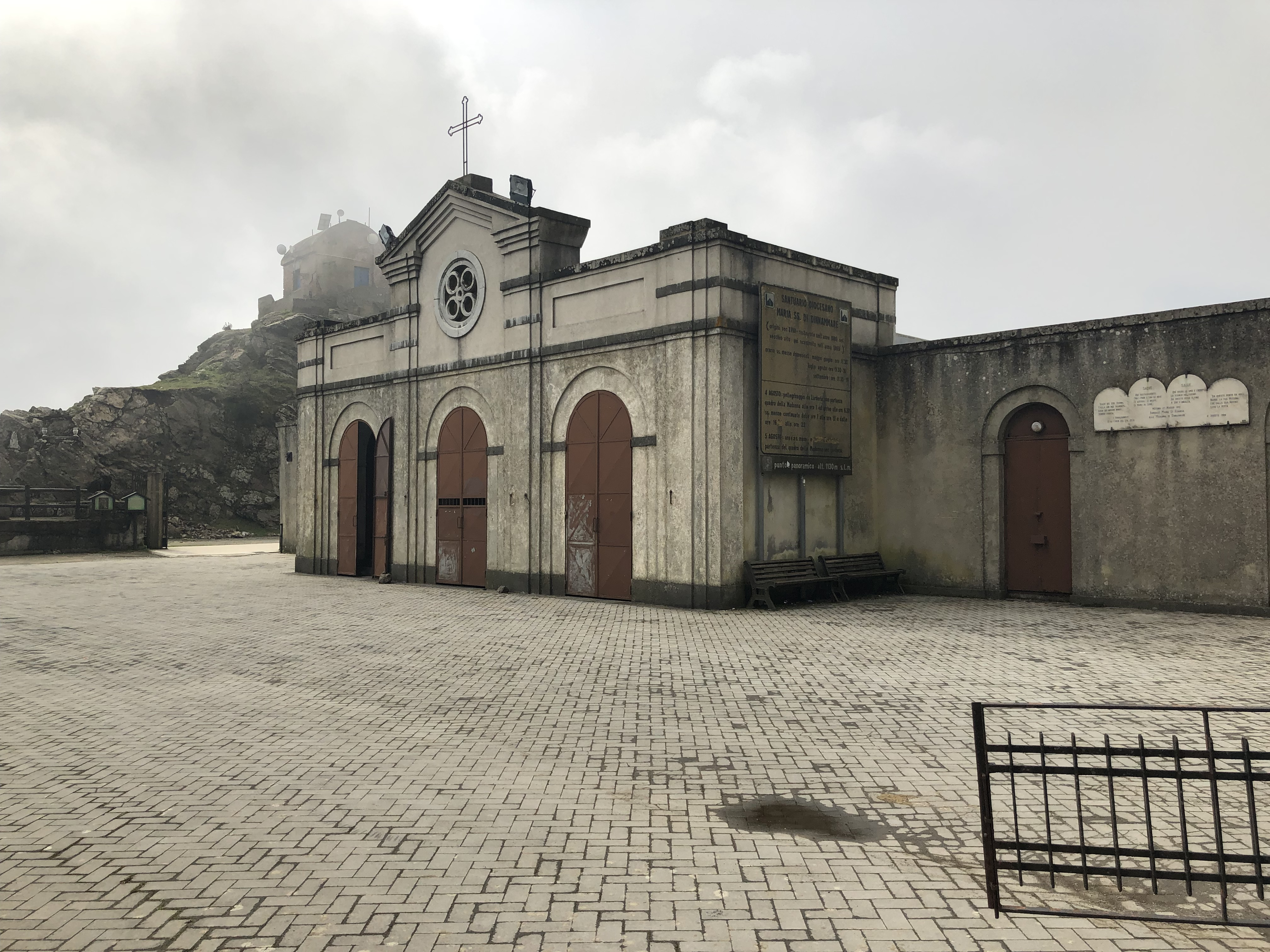
Il Santuario della Madonna di Dinnammare è stato costruito in parte su aree precedentemente occupate dal forte.